# Mauvezin-de-Prat
Mauvezin-de-Prat è un comune francese di 87 abitanti situato nel dipartimento dell'Ariège nella regione dell'Occitania.

## Società

### Evoluzione demografica
Abitanti censiti